# Tipula apicispina
Tipula apicispina är en tvåvingeart som beskrevs av Alexander 1934. Tipula apicispina ingår i släktet Tipula och familjen storharkrankar. Inga underarter finns listade i Catalogue of Life.